# Chamaeleo namaquensis
Il camaleonte del Namaqualand (Chamaeleo namaquensis Smith, 1831) è un rettile della famiglia Chamaeleonidae, originario dell'Africa.

## Descrizione

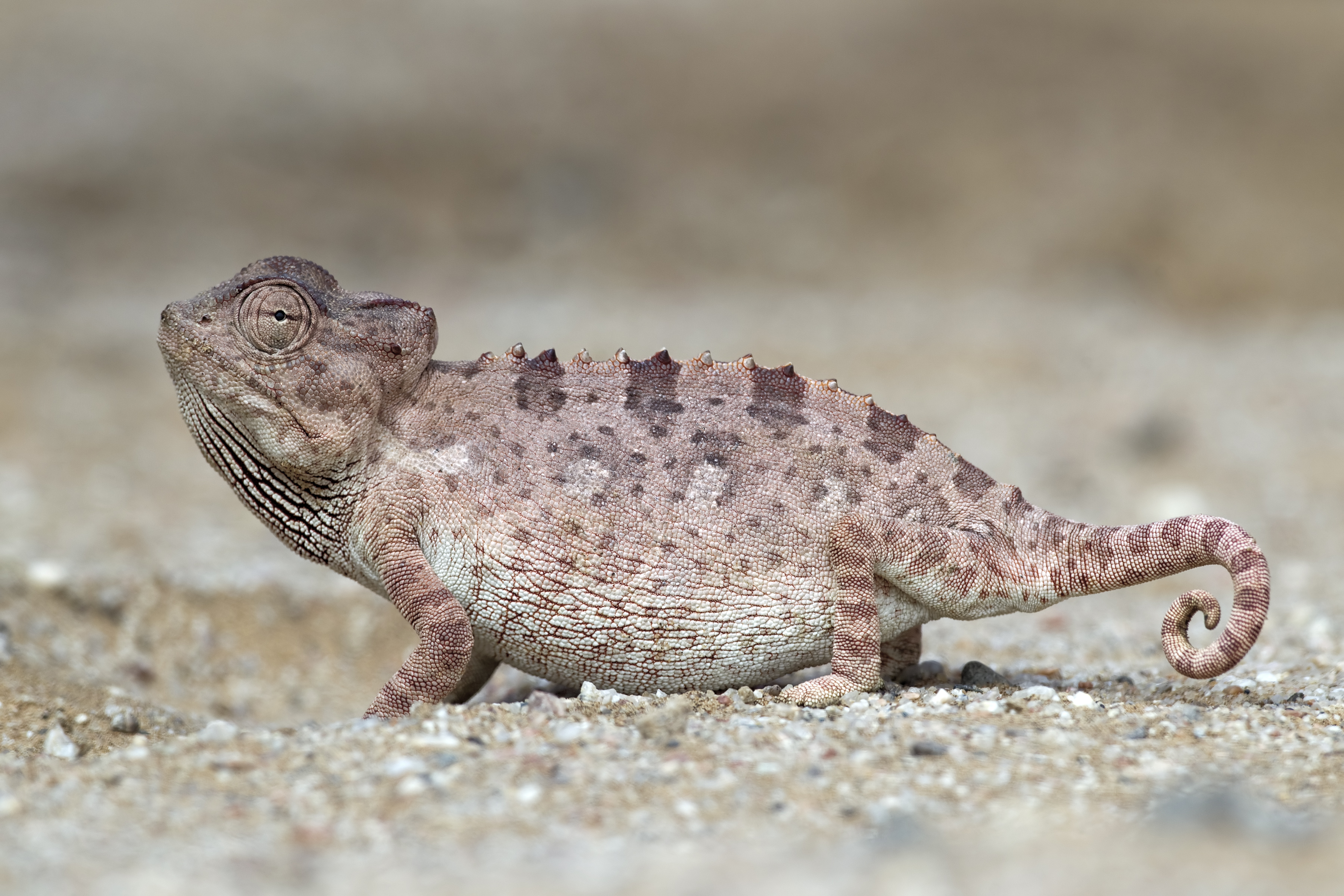

Questo camaleonte ha una lunghezza di 14–16 cm e una colorazione che varia dal grigio al marrone, con 4-6 macchie più chiare sui fianchi, 4-6 macchie più scure sulla cresta dorsale e delle striature rosse e gialle sulla gola. La coda è corta, non prensile.
Se disturbato assume una colorazione nera e spalanca le fauci in atteggiamento di minaccia.

## Biologia
Questa specie è l'unica del genere Chamaeleo ad essersi adattata alla sopravvivenza negli ambienti desertici.

Per evitare il surriscaldamento cerca riparo in buche scavate nella sabbia o in tane di altre animali. Ha inoltre una caratteristica andatura a gambe iperestese, che gli consente di tenere il corpo distante dalla sabbia bollente (stilting). Possiede infine delle ghiandole nasali che gli consentono la escrezione dei sali senza perdita di acqua.

### Alimentazione
Si nutre di insetti (locuste, grilli, coleotteri) e piccoli invertebrati che cattura con la lunga lingua.

### Riproduzione
Raggiunge la maturità sessuale tra i 5 e i 7 mesi. L'accoppiamento può avvenire sino a 3 volte all'anno. Le uova vengono deposte in buche scavate nella sabbia ed hanno una incubazione di 3-4 mesi.

## Distribuzione e habitat
L'areale di questa specie si estende dal deserto del Namib (Angola meridionale e Namibia) sino al Namaqualand, regione semidesertica al confine tra il Sudafrica e la Namibia.
Abita le regioni sabbiose con vegetazione arbustiva, i deserti rocciosi e le dune costiere.

## Conservazione
La IUCN Red List classifica Chamaeleo namaquensis come specie a rischio minimo (Least Concern).
La specie è inserita nella Appendice II della Convention on International Trade of Endangered Species (CITES).